# 尼加拉瓜魯本·達里歐國家圖書館
尼加拉瓜魯本·達里歐國家圖書館（西班牙語：Biblioteca nacional Rubén Darío de Nicaragua）是尼加拉瓜的國家圖書館，位於首都馬拿瓜。它成立於1880年，但曾在1931年、1972年的地震中兩度受損。這座圖書館是以尼加拉瓜詩人魯本·達里歐命名。

## 外部連結
- Biblioteca Nacional Rubén Darío （页面存档备份，存于）